# Pandemia di COVID-19 in Alabama
La pandemia di COVID-19 in Alabama, Stati Uniti, è stata confermata nel marzo 2020. A partire dal 20 novembre 2020, il Dipartimento della sanità pubblica dell'Alabama (ADHP) ha riportato 191.408 casi confermati di COVID-19 e 3.148 decessi confermati.
Al 28 dicembre 2020, l'Alabama ha somministrato 20.354 dosi di vaccino COVID-19, pari allo 0,42% della popolazione.

## Cronologia

### Marzo
Il 13 marzo, l'Alabama ha annunciato i suoi primi casi di coronavirus noti in una persona che aveva viaggiato di recente dall'Illinois, e alla fine della giornata lo stato ha segnalato sei casi in totale. Lo stesso giorno, il governatore Kay Ivey ha dichiarato lo stato di emergenza per la diffusione del coronavirus e ha annunciato che tutte le scuole sarebbero state chiuse dal 18 marzo al 6 aprile.
Il 15 marzo, il governatore Ivey ha autorizzato i direttori delle agenzie statali a implementare il lavoro da casa e ad orari di lavoro flessibili. Il 16 marzo, il Dipartimento della salute pubblica dell'Alabama ha annunciato raccomandazioni su riunioni pubbliche, esercizi alimentari e altri luoghi di vendita al dettaglio e attività commerciali, incluse le riunioni di più di 50 o più persone.
Il 18 marzo, un ordine sanitario statale ha vietato tutti gli incontri non legati al lavoro di più di 25 persone o qualsiasi incontro non correlato al lavoro che non può mantenere uno spazio costante di sei piedi tra le persone. Spiagge pubbliche e private sono state chiuse. Il secondo turno delle elezioni per la presidenza degli Stati Uniti in Alabama è stato rinviato al 14 luglio.
Il 20 marzo, il governatore Ivey ha autorizzato fino a 100 membri della Guardia Nazionale degli Stati Uniti ad assistere alla risposta da COVID-19 "se necessario". Il Dipartimento della salute pubblica dell'Alabama ha perfezionato la guida sugli incontri pubblici. L'Università di Auburn ha annunciato il rinvio della sua cerimonia primaverile di laurea e il passaggio alle lezioni completamente online dopo le vacanze di primavera
Il 24 marzo, Birmingham, la più grande città dello stato, ha emesso un ordine di soggiorno (come un coprifuoco di 24 ore) in vigore fino al 3 aprile. La prima morte nello stato è stata segnalata nella contea di Jackson. Il sindaco della città di Tuscaloosa Walt Maddox ha emesso un coprifuoco in tutta la città che è durato dalle 22:00 fino alle 5:00 tutti i giorni, in vigore dal 27 marzo al 3 aprile.
In una conferenza stampa del 26 marzo, Ivey ha affermato che non avrebbe emesso un ordine di restare a casa, dicendo "... non siamo la Louisiana, non siamo lo Stato di New York, non siamo la California ... in questo momento non è tempo di ordinare alle persone di restare a casa." Tuscaloosa ha esteso il suo coprifuoco in tutta la città a 24 ore, a partire dal 29 marzo alle 22:00, programmato per durare un'ulteriore settimana. L'ordine di restare a casa di Tuscaloosa (il secondo nello stato) è arrivato dopo che l'opinione del procuratore generale dell'Alabama Steve Marshall, pubblicata lo stesso giorno, forniva alla città e alle contee una maggiore autorità per combattere la pandemia.
Il 27 marzo, tutte le "attività non essenziali" nello stato sono state chiuse fino al 17 aprile, inclusi parrucchieri, negozi di mobili, palestre, casinò, teatri, sale da gioco, discoteche, saloni e terme. I negozi di alcolici ABC rimarranno aperti. Il governatore Ivey ha aggiunto che non si sarebbe opposta agli sforzi di contenimento a livello di contea e città. Il sindaco di Montgomery Steven Reed ha emesso un ordine di coprifuoco a tempo indeterminato dalle 22:00 alle 5:00 con inizio effettivo dal 27 marzo.
Il Dipartimento del lavoro dell'Alabama ha riferito che 59.783 persone hanno presentato istanza di disoccupazione dal 22 al 26 marzo, una crescita di cinque volte rispetto alla settimana precedente.
L'Arcivescovo Thomas John Rodi dell'Arcidiocesi di Mobile e il Vescovo Robert Joseph Baker della Diocesi di Birmingham hanno continuato la sospensione della Messa pubblica in Alabama fino al 18 aprile, il che significa che non ci sarà la Messa della domenica di Pasqua il 12 aprile in quella che Rodi chiamava una "decisione dolorosa". Baker e Rodi hanno inizialmente emesso la sospensione della messa pubblica del 17 marzo.
Entro il 28 marzo, il virus è stato confermato in almeno sei case di cura nello stato. Il governatore Ivey ha annunciato il 28 marzo che Apple ha donato 63.000 maschere N95 agli operatori sanitari dell'Alabama.
I residenti nell'area di Opelika avevano un servizio "Parcheggia e prega" due volte al giorno a sostegno del personale ospedaliero presso l'East Alabama Medical Center, al momento l'unico ospedale a segnalare la morte da COVID-19.

### Aprile
Il 2 aprile, è stato previsto che l'Alabama avesse il quarto più alto tasso di morti per COVID-19 nella nazione. In risposta, Ivey ordinò un quinto stato di emergenza supplementare (il terzo era stato il 23 marzo e il quarto il 27 marzo) per ridurre la burocrazia per gli operatori sanitari, compreso il permesso di infermieri, ostetriche, assistenti medici e anestetici registrati di praticare in un centro sanitario autorizzato. Ha anche ordinato al governo statale di adottare regole di emergenza per consentire il ripristino accelerato delle licenze mediche; ha esteso la capacità delle strutture sanitarie e delle carceri locali autorizzate a rilasciare su libertà condizionale i trasgressori che sono stati in custodia per più di 20 giorni senza udienza.
Il 3 aprile, Ivey ha emesso un ordine di domicilio fino al 30 aprile, Mobile ha fatto lo stesso con un ordine valido fino al 30 aprile.
Le autorità della contea di Montgomery hanno riferito di aver ricevuto 5.880 maschere chirurgiche dalla National Strategic Reserve con una data di scadenza del 2010; Secondo quanto riferito, le maschere avevano marciume secco ed erano inutili.
La mattina del 18 aprile, secondo il Dipartimento della salute, ci sono stati 146 decessi denunciati, 113 morti confermate, più di 4.600 casi confermati, con 42.500 persone esaminate. Il 19 aprile la Guardia Nazionale ha effettuato il primo processo di disinfezione e decontaminazione nelle case di cura per COVID-19 e ha previsto di creare più case di cura in tutto lo stato.

### Giugno
All'inizio di giugno, il dashboard del Dipartimento della salute pubblica dell'Alabama non ha segnalato nuovi casi. Il 4 giugno, ha affermato, "il sistema di sorveglianza nazionale è stato sopraffatto" da un forte aumento dei risultati dei test. Il 6 giugno ha dichiarato: "A seguito di un arretrato di rapporti, questo sembra mostrare notevoli aumenti in tutti i numeri".
Il 4 giugno, almeno cinque giocatori di football dell'Università dell'Alabama sono risultati positivi al COVID-19.
Il 16 giugno, il consiglio comunale di Montgomery ha votato in modo controverso su un'ordinanza che richiedeva l'uso di maschere in riunioni pubbliche di 25 o più persone. Il giorno seguente, su consiglio dei funzionari sanitari, il sindaco Steven Reed ha ribaltato il vincolo e ha emanato il mandato con ordinanza esecutiva.

## Impatto

### Sullo sport
Negli sport universitari, la National Collegiate Athletic Association ha cancellato tutti i tornei invernali e primaverili, in particolare i tornei di basket maschile e femminile di divisione I, che interessavano college e università di tutto lo stato. Il 16 marzo, la National Junior College Athletic Association ha cancellato anche il resto delle stagioni invernali, così come le stagioni primaverili. Anche gli sport delle scuole superiori furono cancellati.
I Giochi mondiali 2021 a Birmingham, originariamente previsti per il 15 e 25 luglio 2021, sono stati posticipati al 7 e 17 luglio 2022.
L'allenatore di football americano dell'Alabama Crimson Tide Nick Saban e la sua Nick's Kids Foundation hanno donato alle banche alimentari, contribuendo al programma 211 nella fornitura di pasti ai dipendenti del DCH Regional Medical Center e ha filmato annunci di servizio pubblico.
Il debutto della squadra della Minor League Baseball, i Rocket City Trash Pandas, era previsto per il 9 aprile 2020, ma è stato rinviato a tempo indeterminato.